# Latirism
Latirism este numele dat unei boli provocate de consumul îndelungat al unei specii de mazăre furajeră, și anume latirul (Lathyrus sativus). Boala, care se datorează ingerării aminoacizilor latirogenici, se manifestă prin degradarea legăturilor scheletului și afectează în același timp sistemul nervos. Se cunoaște și sub denumirea de paralizie spastică.
În 1942, medicul Anghel Radovici, co-optat în Centrala Evreilor pentru probleme sanitare, a putut ameliora situația deportaților evrei aflați în lagărele din Transnistria, arătând între altele că ‘epidemia’ de paralizie din lagăre, cu origine necunoscută, se datora, de fapt, hrănirii deținuților cu mazăre furajeră.
Boala a început să se manifeste la începutul lunii 1942 și s-a răspândit rapid, ca o epidemie. Începutul bolii se manifesta prin tulburări digestive și urinare, și cu spasme dureroase, mai ales în partea de jos a trunchiului. Combinată cu înfometarea, lipsa de igienă și de medicamente, pe fondul unei imunități scăzute, aceste simptome au devenit foarte periculoase. Între deportați se găseau și circa 20 de persoane cu pregătire medicală, de la interniști la studenți în medicină. În timp ce încercau să stabilească un diagnostic, au început să apară cazuri de paralizie a membrelor inferioare. Cele mai multe victime, care au rămas imobilizate, neputându-și mișca picioarele, erau persoane tinere, care petrecuseră mai mult timp în lagăre.
Dacă la sfârșitul lunii decembrie 1942 se raportau numai câteva cazuri de paralizie, în ianuarie 1943 erau deja 110 cazuri pentru ca în raportul din 20 februarie să se menționeze 611 de deținuți afectați de această boală.
Concluzia finală a fost că specia lathyrus sativus conține substanțe toxice pentru organismul uman, care atacă celulele nervoase ale măduvei spinării, cauzând paralizia picioarelor.